# Roeltje van de Sande Bakhuyzen
Roeltje Aleid van de Sande Bakhuyzen (Amsterdam, 28 februari 1992) is een Nederlands actrice en fotografe. Ze is de dochter van regisseur Willem van de Sande Bakhuyzen en Adriënne Wurpel. Hierdoor kwam Roeltje op jonge leeftijd al in aanraking met film en toneel en speelde onder meer in het toneelstuk Als de Dag van Eergister. Ook speelde ze enkele bijrollen in producties van haar vader, zoals Cloaca en Leef!. Haar broer Matthijs van de Sande Bakhuyzen was hier ook in te zien. Verder was Roeltje, samen met onder meer Tess Gaerthé, ook te zien in een bijrol in de film Verder dan de Maan.

## Filmografie

### Tv
- Koppels (2006)
- SpangaS (2010)

### Films
- Leef! (2005) - Meisje bij auto
- Verder dan de Maan (2003)
- Cloaca (2003) - Teddy